# Chłopak z sąsiedztwa (singel)
Chłopak z sąsiedztwa – singel polskiego piosenkarza Arka Kłusowskiego. Singel został wydany 22 sierpnia 2024.
Kompozycja znalazła się na 28. miejscu listy OLiA, najczęściej odtwarzanych utworów w polskich rozgłośniach radiowych.

## Geneza utworu i historia wydania
Piosenka została napisana i skomponowana przez Arkadiusza Kłusowskiego i Macieja Sawocha, który również odpowiada za produkcję utworu.
Singel ukazał się w formacie digital download 22 sierpnia 2024 w Polsce za pośrednictwem wytwórni płytowej Polydor Records w dystrybucji Universal Music Polska.
1 września 2024 utwór został zaprezentowany telewidzom stacji TVP2 w programie Pytanie na śniadanie.

## „Chłopak z sąsiedztwa” w stacjach radiowych
Nagranie było notowane na 28. miejscu w zestawieniu OLiA, najczęściej odtwarzanych utworów w polskich rozgłośniach radiowych.

## Teledysk
Do utworu powstał teledysk w reżyserii Pawła Grabowskiego, który udostępniono 23 sierpnia 2024 za pośrednictwem serwisu YouTube.

## Lista utworów
- Digital download[2]

1. „Chłopak z sąsiedztwa” – 2:50

## Notowania

### Pozycja na liście airplay
| Kraj   | Lista (2024)                   | Najwyższa pozycja |
| ------ | ------------------------------ | ----------------- |
| Polska | OLiS – oficjalna lista airplay | 28                |

## Wyróżnienia
| Rok  | Konkurs                  | Kategoria    | Rezultat    |
| ---- | ------------------------ | ------------ | ----------- |
| 2024 | Przebój roku RMF FM 2024 | Przebój roku | 57. miejsce |